# Jean Simmons
Jean Merilyn Simmons (London, 31. siječnja 1929. – Santa Monica, 22. siječnja 2010.), britanska filmska glumica.

## Životopis
Vrlo mlada počinje glumiti. Popularnost stječe glumeći lik Estelle u Velikom iščekivanju (po Dickensu) Davida Leana uz Johna Millsa i Aleca Guinessa. Laurence Olivier angažira ju za ulogu Ofelije u Hamletu 1948. te za tu ulogu biva nagrađena na festivalu u Veneciji a kandidirana je i za Oscara za sporednu ulogu. Već u svojoj 19 godini postaje filmska zvijezda. Godine 1950. udaje se za Stewarta Grangera i odlazi u Hollywood.